# Liste der Kulturdenkmale in Luxemburg-Hollerich
In der Liste der Kulturdenkmale in Luxemburg-Hollerich sind alle Kulturdenkmale des luxemburgischen Stadtteils Hollerich aufgeführt (Stand: 15. Juli 2025).
| Bild                                                                               | Bezeichnung                                                                        | Lage                                                                  | Beschreibung | Stufe | Eingetragen seit             |
| ---------------------------------------------------------------------------------- | ---------------------------------------------------------------------------------- | --------------------------------------------------------------------- | --- | ----- | ---------------------------- |
| Weitere Bilder                                                                     | alter Bahnhof                                                                      | rue de la Déportation (Karte)                                         | Im Bahnhofsgebäude ist heute eine Gedenkstätte für die Deportationen der jüdischen Luxemburger und das Centre de documentation et de recherche sur l'enrôlement forcé untergebracht. | PCN   | 16. Oktober 1987             |
| Weitere Bilder                                                                     | Wohnhaus                                                                           | 60, route d’Esch (Karte)                                              | | PCN   | 12. März 2004                |
| Gebäude                                                                            | Gebäude                                                                            | 62, route d’Esch (Karte)                                              | | PCN   | 7. Mai 2004                  |
| Gebäude                                                                            | Gebäude                                                                            | 64, route d’Esch (Karte)                                              | | PCN   | 7. Mai 2004                  |
| Verwaltungsgebäude und Halle 1 auf dem Gelände des ehemaligen Stahlwerks Hollerich | Verwaltungsgebäude und Halle 1 auf dem Gelände des ehemaligen Stahlwerks Hollerich | (Karte)                                                               | | PCN   | 26. Oktober 2018             |
| Weitere Bilder                                                                     | Objekte der Zigarettenfabrik Heintz Van Landewyck                                  | 31–35, rue de Hollerich (Karte)                                       | Unter Denkmalschutz stehen die Objekte im Parc Heintz. Zwischen rue Hollerech und rue de l'Industrie liegt der Firmensitz von Heintz Van Landewyck in einem ca. 1,3 Hektar großen Park. Errichtet wurde er zur Erholung der Angestellten mit Schwimmbad und mehreren kleinen Gebäuden sowie den Arkaden der ehemaligen Luxemburger Hauptwacht. | PCN   | 3. Mai 2019                  |
| Gebäude                                                                            | Gebäude                                                                            | 9, rue Adolphe Fischer (Karte)                                        | | PCN   | 8. August 2020               |
| Pfarrhaus                                                                          | Pfarrhaus                                                                          | 130, route d’Esch (Karte)                                             | | PCN   | 21. Mai 2021                 |
| „Hollerecher Schluechthaus“                                                        | „Hollerecher Schluechthaus“                                                        | 5, rue de l’Abattoir (Karte)                                          | Nachdem es in Luxemburg und den umliegenden Gemeinden mehrere Schlachthöfe gab, fiel 1920 nach der Eingemeindung von Hollerich die Entscheidung, einen zentralen Schlachthof mit einem Viehmarkt zu errichten. Das Unternehmen ging am 30. Dezember 1929 in Betrieb. In den nächsten 50 Jahren wurde der Schlachthof regelmäßig erweitert und modernisiert. Im Jahr 1997 wurde er geschlossen und die Gebäude umgenutzt. Die luxemburgische Graffiti-Szene darf hier legal sprühen, außerdem entstand eine Skaterhalle. | PCN   | 11. Februar 2022             |
| Gebäude mit Plätzen                                                                | Gebäude mit Plätzen                                                                | 13 und 15, route d’Esch (Karte)                                       | | IS    | 17. März 1989, 15. März 1990 |
| Gebäude                                                                            | Gebäude                                                                            | 38, rue de la Semois (Karte)                                          | | IS    | 26. März 2013                |
| Gebäude                                                                            | Gebäude                                                                            | 40, rue de la Semois (Karte)                                          | | IS    | 26. März 2013                |
| Gebäude                                                                            | Gebäude                                                                            | 42, rue de la Semois (Karte)                                          | | IS    | 26. März 2013                |
| Gebäude                                                                            | Gebäude                                                                            | 82 und 84, rue Adolphe Fischer (Karte)                                | | IS    | 26. März 2013                |
| Wohnhaus                                                                           | Wohnhaus                                                                           | 47, rue Michel Rodange (Karte)                                        | | IS    | 24. Mai 2013                 |
| Wohnhaus                                                                           | Wohnhaus                                                                           | 36, rue Michel Welter (Karte)                                         | | IS    | 27. November 2013            |
| Gebäude                                                                            | Gebäude                                                                            | 101, rue Adolphe Fischer (Karte)                                      | | IS    | 9. Februar 2018              |
| Gebäude                                                                            | Gebäude                                                                            | 1, rue des Girondins (Karte)                                          | | IS    | 26. Februar 2018             |
| Wohnhaus                                                                           | Wohnhaus                                                                           | 3, rue des Girondins (Karte)                                          | | IS    | 26. Februar 2018             |
| Wohnhäuser                                                                         | Wohnhäuser                                                                         | 32–34, rue de la Semois und 1, 3, 5 und 7, rue des Jardiniers (Karte) | | IS    | 6. März 2018                 |
| Wohnhaus                                                                           | Wohnhaus                                                                           | 61, rue Adolphe Fischer (Karte)                                       | | IS    | 13. November 2018            |
| Garten des Pfarrhauses                                                             | Garten des Pfarrhauses                                                             | 130, route d’Esch (Karte)                                             | | IS    | 22. April 2021               |

Legende: PCN – Immeubles et objets bénéficiant des effets de classement comme patrimoine culturel national; IS – Immeubles et objets inscrits à l’inventaire supplémentaire

## Quelle
- Liste des immeubles et objets beneficiant d’une protection nationales, Nationales Institut für das gebaute Erbe, Fassung vom 11. Juli 2022, S. 73 f., 81 f. (PDF)

- Karte mit allen Koordinaten:
- OSM |
- WikiMap

Bahnhofsviertel |
Beggen |
Belair |
Bonneweg |
Cents |
Clausen |
Dommeldingen |
Eich |
Gasperich |
Grund |
Hamm |
Hollerich |
Kirchberg |
Limpertsberg |
Merl |
Mühlenbach |
Neudorf-Weimershof |
Pfaffenthal |
Pulvermühle |
Rollingergrund |
Oberstadt |
Weimerskirch |
Zessingen
Bad Mondorf |
Bartringen |
Bauschleiden |
Bech |
Beckerich |
Befort |
Berdorf |
Bettemburg |
Bettendorf |
Betzdorf |
Bissen |
Biwer |
Burscheid |
Bous-Waldbredimus |
Clerf |
Colmar-Berg |
Consdorf |
Contern |
Dalheim |
Diekirch |
Differdingen |
Dippach |
Düdelingen |
Echternach |
Ell |
Ernztalgemeinde |
Erpeldingen an der Sauer |
Esch an der Alzette |
Esch an der Sauer |
Ettelbrück |
Fels |
Feulen |
Fischbach |
Flaxweiler |
Frisingen |
Garnich |
Goesdorf |
Grevenmacher |
Grosbous-Wahl |
Habscht |
Heffingen |
Helperknapp |
Hesperingen |
Junglinster |
Käerjeng |
Kayl |
Kehlen |
Kiischpelt |
Koerich |
Kopstal |
Lenningen |
Leudelingen |
Lintgen |
Lorentzweiler |
Luxemburg |
Mamer |
Manternach |
Mersch |
Mertert |
Mertzig |
Monnerich |
Niederanven |
Nommern |
Parc Hosingen |
Petingen |
Préizerdaul |
Pütscheid |
Rambruch |
Reckingen/Mess |
Redingen/Attert |
Reisdorf |
Remich |
Roeser |
Rosport-Mompach |
Rümelingen |
Saeul |
Sandweiler |
Sassenheim |
Schengen |
Schieren |
Schifflingen |
Schüttringen |
Stadtbredimus |
Stauseegemeinde |
Steinfort |
Steinsel |
Strassen |
Tandel |
Ulflingen |
Useldingen |
Vianden |
Vichten |
Waldbillig |
Walferdingen |
Weiler zum Turm |
Weiswampach |
Wiltz |
Winseler |
Wintger |
Wormeldingen